# Gonez
Gonez est une commune française située dans le nord du département des Hautes-Pyrénées en région Occitanie. Sur le plan historique et culturel, la commune est dans l’ancien comté de Bigorre, comté historique des Pyrénées françaises et de Gascogne.
Exposée à un climat océanique altéré, elle est drainée par l'Arrêt-Darré et par deux autres cours d'eau. La commune possède un patrimoine naturel remarquable composé de deux zones naturelles d'intérêt écologique, faunistique et floristique.
Gonez est une commune rurale qui compte 29 habitants en 2022, après avoir connu un pic de population de 67 habitants en 1793. Elle fait partie de l'aire d'attraction de Tarbes..
Ses habitants sont appelés les Gonezais.

## Géographie

### Localisation
La commune de Gonez se trouve dans le département des Hautes-Pyrénées, en région Occitanie.
Elle se situe à 11 km à vol d'oiseau de Tarbes, préfecture du département, et à 16 km de Trie-sur-Baïse, bureau centralisateur du canton des Coteaux dont dépend la commune depuis 2015 pour les élections départementales.
La commune fait en outre partie du bassin de vie de Tournay.
Les communes les plus proches sont : 
Coussan (1,3 km), Sinzos (1,7 km), Moulédous (1,8 km), Goudon (1,9 km), Clarac (2,9 km), Marquerie (3,1 km), Souyeaux (3,3 km), Lhez (3,5 km).
Sur le plan historique et culturel, Gonez fait partie de l’ancien comté de Bigorre, comté historique des Pyrénées françaises et de Gascogne créé au IXe siècle puis rattaché au domaine royal en 1302, inclus ensuite au comté de Foix en 1425 puis une nouvelle fois rattaché au royaume de France en 1607. La commune est dans le pays de Tarbes et de la Haute Bigorre.
La commune est limitrophe de cinq autres communes :
|          | Coussan | Goudon    |
| Laslades | Gonez   |           |
| Sinzos   |         | Moulédous |

### Paysages et relief
La superficie de la commune est de 108 hectares ; son altitude varie de 232  à   343 mètres.

### Hydrographie
La commune est dans le bassin de l'Adour, au sein du bassin hydrographique Adour-Garonne. Elle est drainée par l'Arrêt-Darré, le ruisseau de Lasbaroués et par un petit cours d'eau, constituant un réseau hydrographique de 3 km de longueur totale,.
L'Arrêt-Darré, d'une longueur totale de 25,5 km, prend sa source dans la commune de Pouzac et s'écoule vers le nord. Il traverse la commune et se jette dans l'Arros à Goudon, après avoir traversé 23 communes.

### Climat
Le climat est tempéré de type océanique, en raison de l'influence proche de l'océan Atlantique situé à peu près 150 km plus à l'ouest. La proximité des Pyrénées fait que la commune profite d'un effet de foehn, il peut aussi y neiger en hiver, même si cela reste inhabituel.
| Mois                              | jan.  | fév.  | mars  | avril | mai   | juin  | jui.  | août  | sep.  | oct.  | nov.  | déc.  | année   |
| --------------------------------- | ----- | ----- | ----- | ----- | ----- | ----- | ----- | ----- | ----- | ----- | ----- | ----- | ------- |
| Température minimale moyenne (°C) | 0,6   | 1,3   | 2,7   | 5,2   | 8,3   | 11,6  | 14,1  | 13,9  | 11,7  | 8     | 3,6   | 1,3   | 6,9     |
| Température moyenne (°C)          | 5,3   | 6,1   | 7,8   | 10    | 13,3  | 16,7  | 19,3  | 19    | 17,2  | 13,3  | 8,5   | 5,8   | 11,9    |
| Température maximale moyenne (°C) | 9,9   | 11    | 12,9  | 14,8  | 18,3  | 21,7  | 24,5  | 24    | 22,6  | 18,6  | 13,4  | 10,4  | 16,8    |
| Ensoleillement (h)                | 108,8 | 118,8 | 155,6 | 157,2 | 181,3 | 191,5 | 215,5 | 196,4 | 194,5 | 164,4 | 124,4 | 104,4 | 1 912,8 |
| Précipitations (mm)               | 112,8 | 97,5  | 100,2 | 105,7 | 113,6 | 80,7  | 57,3  | 70,3  | 71    | 85,2  | 93    | 112,1 | 1 099,4 |

### Milieux naturels et biodiversité

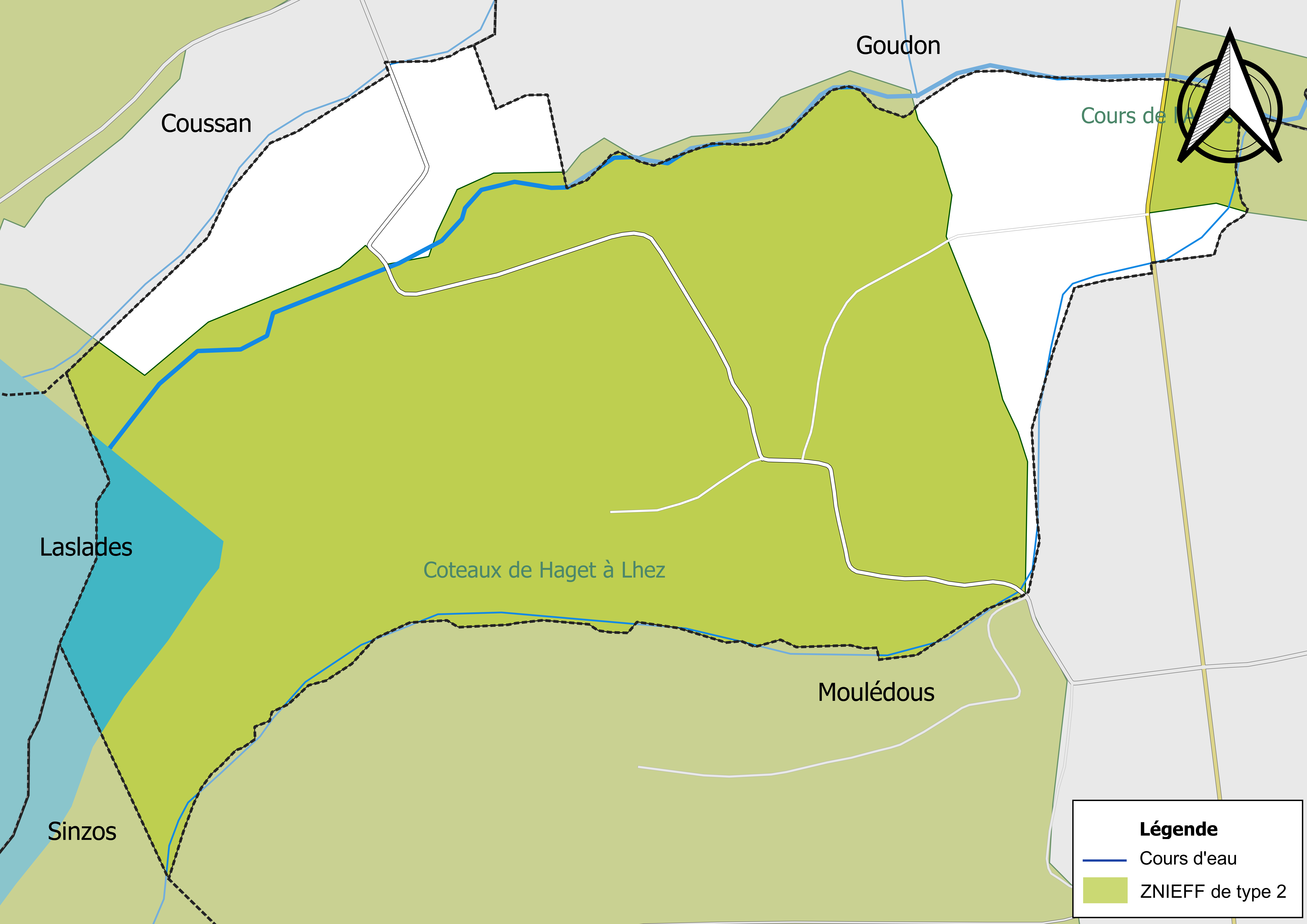
Carte des ZNIEFF de type 2 localisées sur la commune.

L’inventaire des zones naturelles d'intérêt écologique, faunistique et floristique (ZNIEFF) a pour objectif de réaliser une couverture des zones les plus intéressantes sur le plan écologique, essentiellement dans la perspective d’améliorer la connaissance du patrimoine naturel national et de fournir aux différents décideurs un outil d’aide à la prise en compte de l’environnement dans l’aménagement du territoire.
Deux ZNIEFF de type 2 sont recensées sur la commune :
- les « coteaux de Haget à Lhez » (4 261 ha), couvrant 32 communes dont quatre dans le Gers et 28 dans les Hautes-Pyrénées[12] ;
- le « cours de l'Arros » (1 675 ha), couvrant 41 communes dont 20 dans le Gers et 21 dans les Hautes-Pyrénées[13].

## Urbanisme

### Typologie
Au 1er janvier 2024, Gonez est catégorisée commune rurale à habitat dispersé, selon la nouvelle grille communale de densité à sept niveaux définie par l'Insee en 2022.
Elle est située hors unité urbaine. Par ailleurs la commune fait partie de l'aire d'attraction de Tarbes, dont elle est une commune de la couronne,. Cette aire, qui regroupe 153 communes, est catégorisée dans les aires de 50 000 à moins de 200 000 habitants,.

### Occupation des sols
L'occupation des sols de la commune, telle qu'elle ressort de la base de données européenne d’occupation biophysique des sols Corine Land Cover (CLC), est marquée par l'importance des territoires agricoles (59,2 % en 2018), une proportion sensiblement équivalente à celle de 1990 (59,4 %). La répartition détaillée en 2018 est la suivante : 
zones agricoles hétérogènes (46,2 %), forêts (35,1 %), terres arables (7,9 %), eaux continentales (5,7 %), prairies (5,1 %).
L'IGN met par ailleurs à disposition un outil en ligne permettant de comparer l’évolution dans le temps de l’occupation des sols de la commune (ou de territoires à des échelles différentes). Plusieurs époques sont accessibles sous forme de cartes ou photos aériennes : la carte de Cassini (XVIIIe siècle), la carte d'état-major (1820-1866) et la période actuelle (1950 à aujourd'hui).

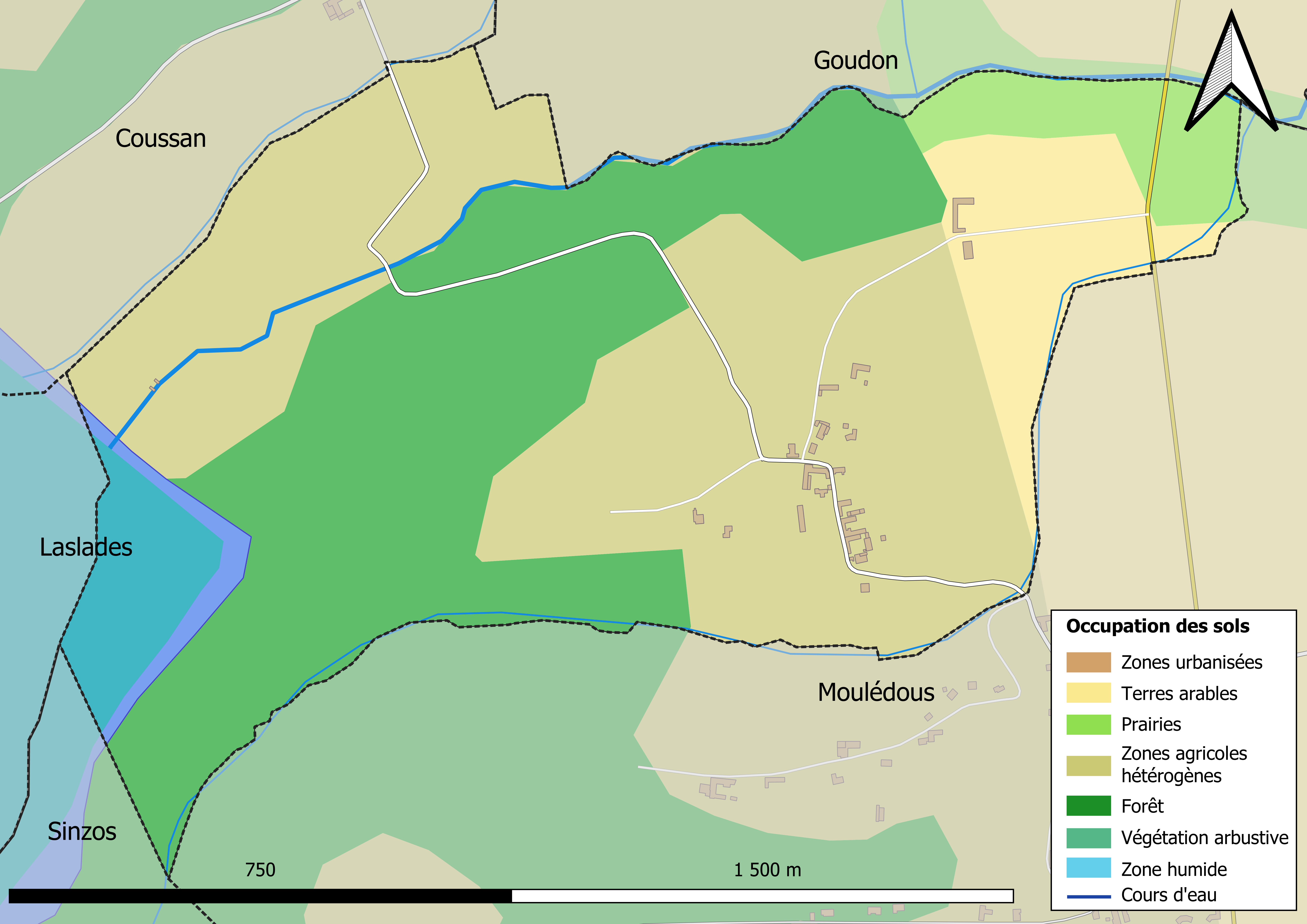
Carte des infrastructures et de l'occupation des sols en 2018 (CLC) de la commune.
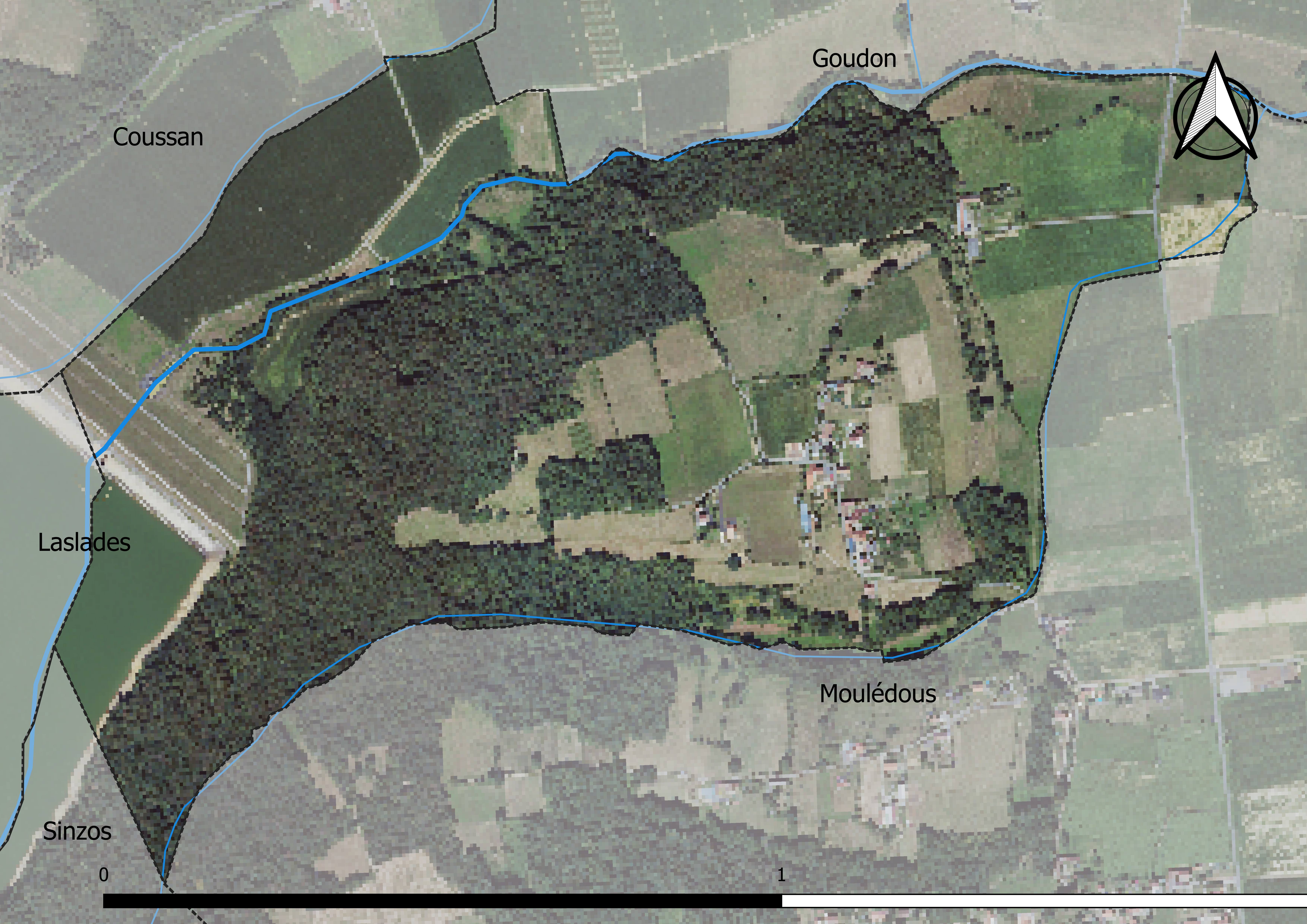
Carte orthophotogrammétrique de la commune.

### Logement
En 2012, le nombre total de logements dans la commune est de 12 alors qu'il était de 11 en 2008.
Parmi ces logements, 97,3 % étaient des résidences principales, 0,0 % des résidences secondaires et 2,7 % des logements vacants. Ces logements étaient en totalité des maisons individuelles.

### Voies de communication et transports
Cette commune est desservie par la route départementale D 614.

### Risques majeurs
Le territoire de la commune de Gonez est vulnérable à différents aléas naturels : météorologiques (tempête, orage, neige, grand froid, canicule ou sécheresse), inondations, mouvements de terrains et séisme (sismicité modérée). Un site publié par le BRGM permet d'évaluer simplement et rapidement les risques d'un bien localisé soit par son adresse soit par le numéro de sa parcelle.
Certaines parties du territoire communal sont susceptibles d’être affectées par le risque d’inondation par débordement de cours d'eau, notamment l'Arrêt-Darré. La cartographie des zones inondables en ex-Midi-Pyrénées réalisée dans le cadre du XIe Contrat de plan État-région, visant à informer les citoyens et les décideurs sur le risque d’inondation, est accessible sur le site de la DREAL Occitanie. La commune a été reconnue en état de catastrophe naturelle au titre des dommages causés par les inondations et coulées de boue survenues en 1982, 1999 et 2009,.
Gonez est exposée au risque de feu de forêt. Un plan départemental de protection des forêts contre les incendies a été approuvé par arrêté préfectoral le 21 avril 2020 pour la période 2020-2029. Le précédent couvrait la période 2007-2017. L’emploi du feu est régi par deux types de réglementations. D’abord le code forestier et l’arrêté préfectoral du 27 octobre 2014, qui réglementent l’emploi du feu à moins de 200 m des espaces naturels combustibles sur l’ensemble du département. Ensuite celle établie dans le cadre de la lutte contre la pollution de l’air, qui interdit le brûlage des déchets verts des particuliers. L’écobuage est quant à lui réglementé dans le cadre de commissions locales d’écobuage (CLE)

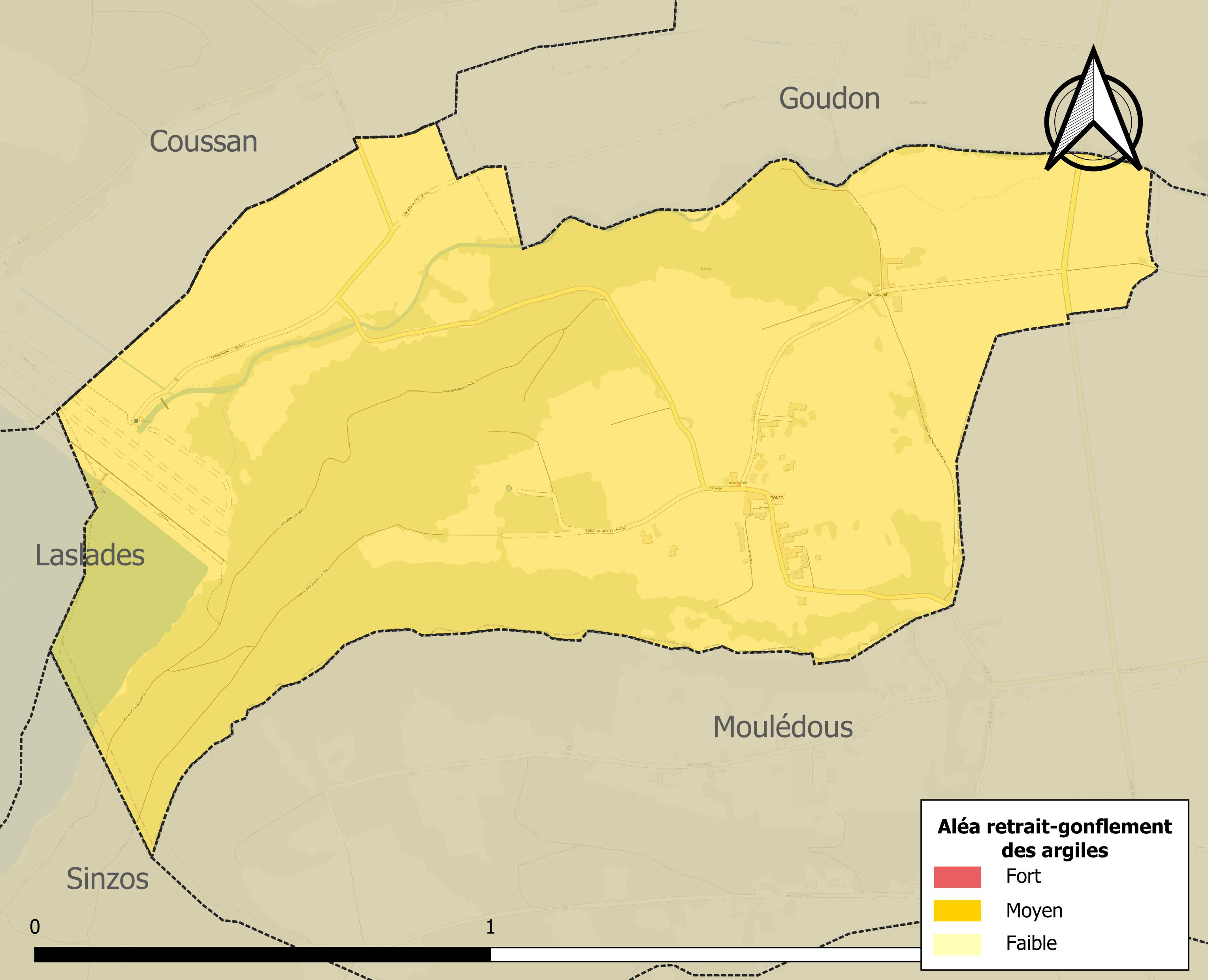
Carte des zones d'aléa retrait-gonflement des sols argileux de Gonez.

Les mouvements de terrains susceptibles de se produire sur la commune sont des tassements différentiels.
Le retrait-gonflement des sols argileux est susceptible d'engendrer des dommages importants aux bâtiments en cas d’alternance de périodes de sécheresse et de pluie. La totalité de la commune est en aléa moyen ou fort (44,5 % au niveau départemental et 48,5 % au niveau national). Sur les 11 bâtiments dénombrés sur la commune en 2019, 11 sont en aléa moyen ou fort, soit 100 %, à comparer aux 75 % au niveau départemental et 54 % au niveau national. Une cartographie de l'exposition du territoire national au retrait gonflement des sols argileux est disponible sur le site du BRGM,.
Par ailleurs, afin de mieux appréhender le risque d’affaissement de terrain, l'inventaire national des cavités souterraines permet de localiser celles situées sur la commune.
Concernant les mouvements de terrains, la commune a été reconnue en état de catastrophe naturelle au titre des dommages causés par des mouvements de terrain en 1999.

## Toponymie

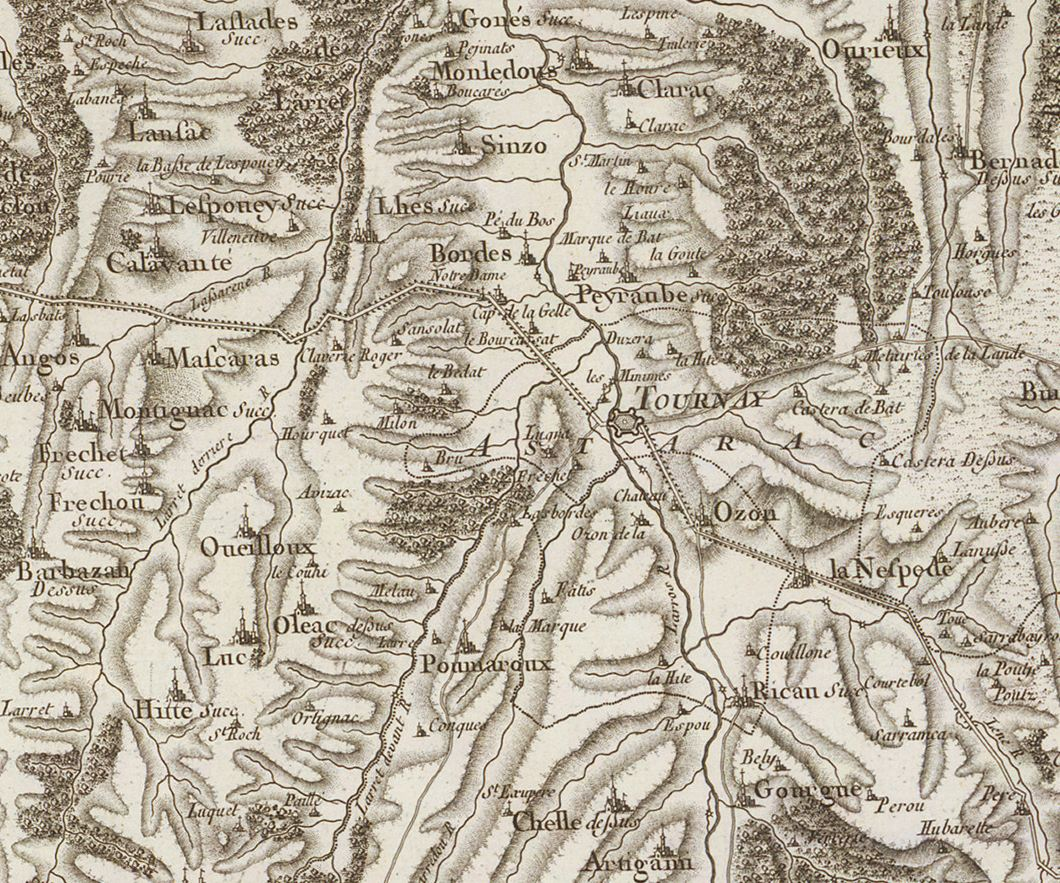
Extrait de la carte de Cassini (entre 1756 et 1789) situant Gonez au nord de Tournay

On trouvera les principales informations dans le Dictionnaire toponymique des communes des Hautes Pyrénées de Michel Grosclaude et Jean-François Le Nail qui rapporte les dénominations historiques du village :
Dénominations historiques :
- de Gonesio, latin (1300, enquête Bigorre ; 1342, pouillé de Tarbes ; 1379, procuration Tarbes) ;
- De Gonetz, (1313, Debita regi Navarre) ;
- Gones, Guones, (1429, censier  de Bigorre) ;
- Gounès, (1768, Duco, n° 98 et n. 4) ;
- Gonés, (1790, Département 1) ;
- Gaunez, (1790, Département 2) ;
- Gonnès, (1801, Département 3) ;
- Gonés, (fin XVIIIe siècle, carte de Cassini).

## Histoire
Les Fosseries sont à l'origine, seigneurs du petit village de Gonez où ils possèdent un château. Dès le XVIe siècle leur arbre généalogique est enrichi par une union avec les barons de Castelbajac. La famille s'implante à Tarbes en l'an X, lors du mariage de Louis-Alexandre et de Gabrielle de Verges, fille de Dominique de Vergès syndic général du Païs, comte de Bigorre et subdélégué de l'Intendant.

### Cadastre de Gonez
Le plan cadastral napoléonien de Gonez est consultable sur le site des archives départementales des Hautes-Pyrénées.

## Politique et administration

### Administration municipale
Le nombre d'habitants au dernier recensement étant inférieur à 100, le nombre de membres du conseil municipal est de 7.

### Liste des maires

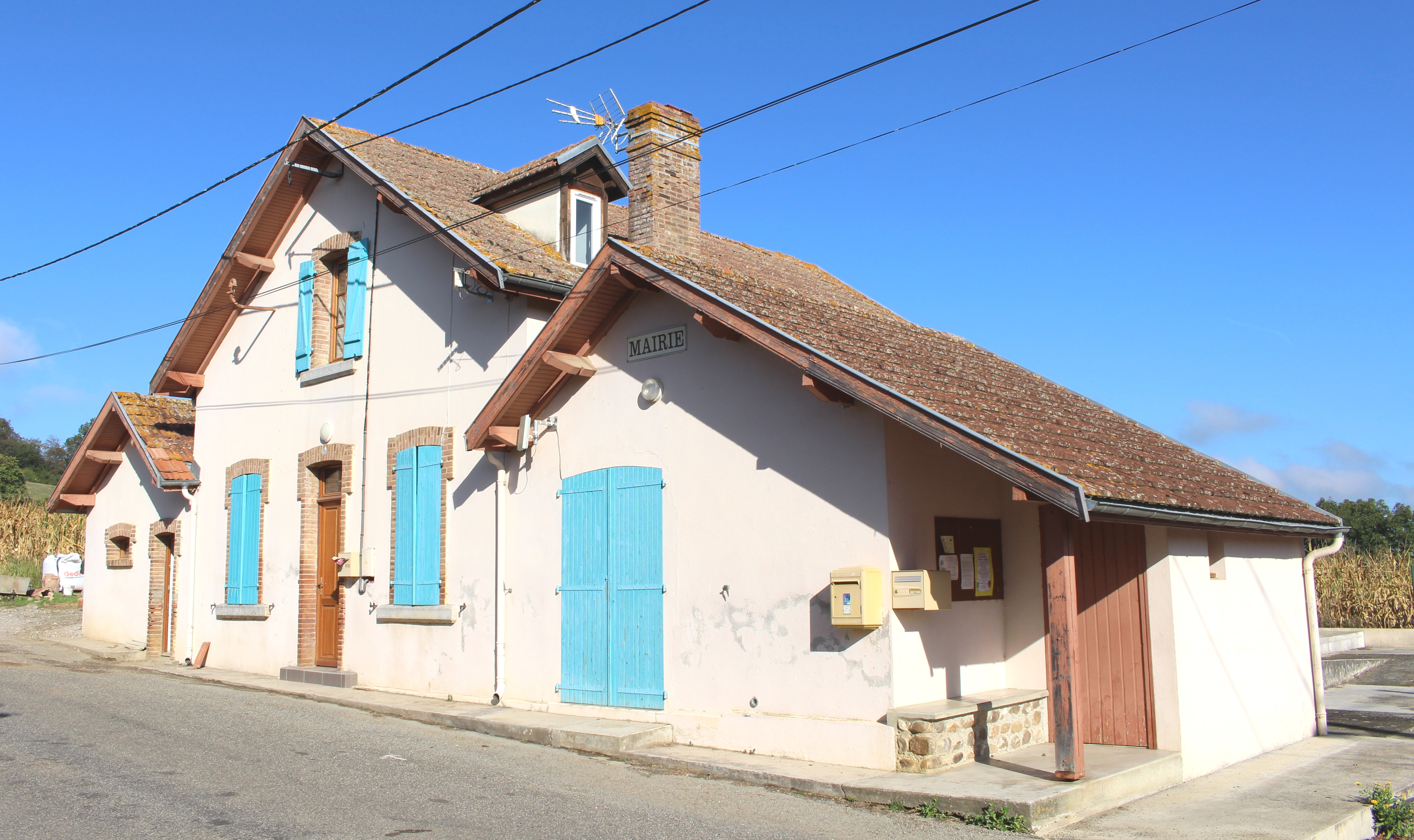
La mairie en 2016.

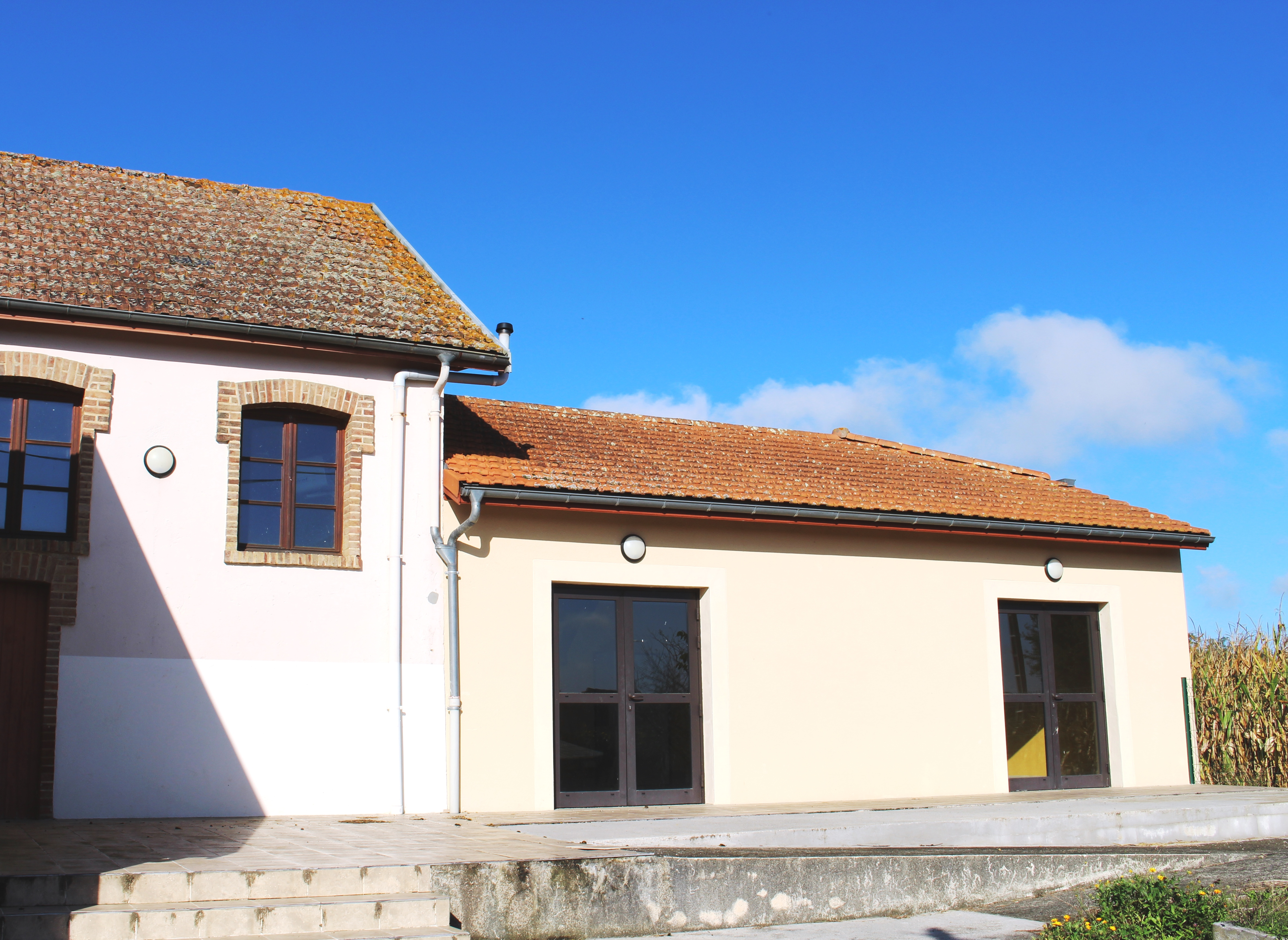
Le foyer rural en 2016.

| Période                                  | Période   | Identité        | Étiquette | Qualité |
| ---------------------------------------- | --------- | --------------- | --------- | ------- |
| Les données manquantes sont à compléter. |           |                 |           |         |
|                                          |           |                 |           |         |
| mars 2001                                | mars 2014 | Roger Gaye      |           |         |
| mars 2014                                | En cours  | Laurent Marques |           |         |

### Rattachements administratifs et électoraux

#### Historique administratif
Pays et sénéchaussée de Bigorre, quarteron de Tarbes, canton de Tournay (1790), puis d'Aubarède (1801), chef-lieu transféré à Pouyastruc (1803).

#### Intercommunalité
Gonez appartient à la communauté de communes des Coteaux du Val d'Arros créée en janvier 2017 et qui réunit 54 communes.

## Population et société

### Démographie

#### Évolution démographique
| 1793 | 1800 | 1806 | 1821 | 1831 | 1836 | 1841 | 1846 | 1851 |
| ---- | ---- | ---- | ---- | ---- | ---- | ---- | ---- | ---- |
| 67   | 52   | 55   | 48   | 62   | 53   | 50   | 58   | 62   |

| 1856 | 1861 | 1866 | 1876 | 1881 | 1886 | 1891 | 1896 | 1901 |
| ---- | ---- | ---- | ---- | ---- | ---- | ---- | ---- | ---- |
| 65   | 55   | 57   | 51   | 48   | 43   | 47   | 39   | 39   |

| 1906 | 1911 | 1921 | 1926 | 1931 | 1936 | 1946 | 1954 | 1962 |
| ---- | ---- | ---- | ---- | ---- | ---- | ---- | ---- | ---- |
| 39   | 42   | 31   | 33   | 31   | 38   | 26   | 29   | 32   |

| 1968 | 1975 | 1982 | 1990 | 1999 | 2004 | 2006 | 2009 | 2014 |
| ---- | ---- | ---- | ---- | ---- | ---- | ---- | ---- | ---- |
| 30   | 36   | 33   | 35   | 31   | 26   | 24   | 33   | 29   |

| 2019 | 2022 | - | - | - | - | - | - | - |
| ---- | ---- | - | - | - | - | - | - | - |
| 27   | 29   | - | - | - | - | - | - | - |

### Enseignement
La commune dépend de l'académie de Toulouse. Elle ne dispose plus d'école en 2016.

## Économie

### Emploi
En 2013, la population âgée de 15 à 64 ans s'élevait à 18 personnes, parmi lesquelles on comptait 70,6 % d'actifs dont  aucun chômeur.
On comptait cinq emplois dans la zone d'emploi, contre six en 2008. Le nombre d'actifs ayant un emploi résidant dans la zone d'emploi étant de 14, l'indicateur de concentration d'emploi est de 37,0 %, ce qui signifie que la zone d'emploi offre seulement un emploi pour trois habitants actifs.

### Entreprises et commerces
Au 31 décembre 2014, Gonez comptait cinq établissements : trois dans l’agriculture-sylviculture-pêche, aucun dans l'industrie ni dans la construction, un dans le commerce-transports-services divers et un était relatif au secteur administratif.

## Culture locale et patrimoine

### Lieux et monuments

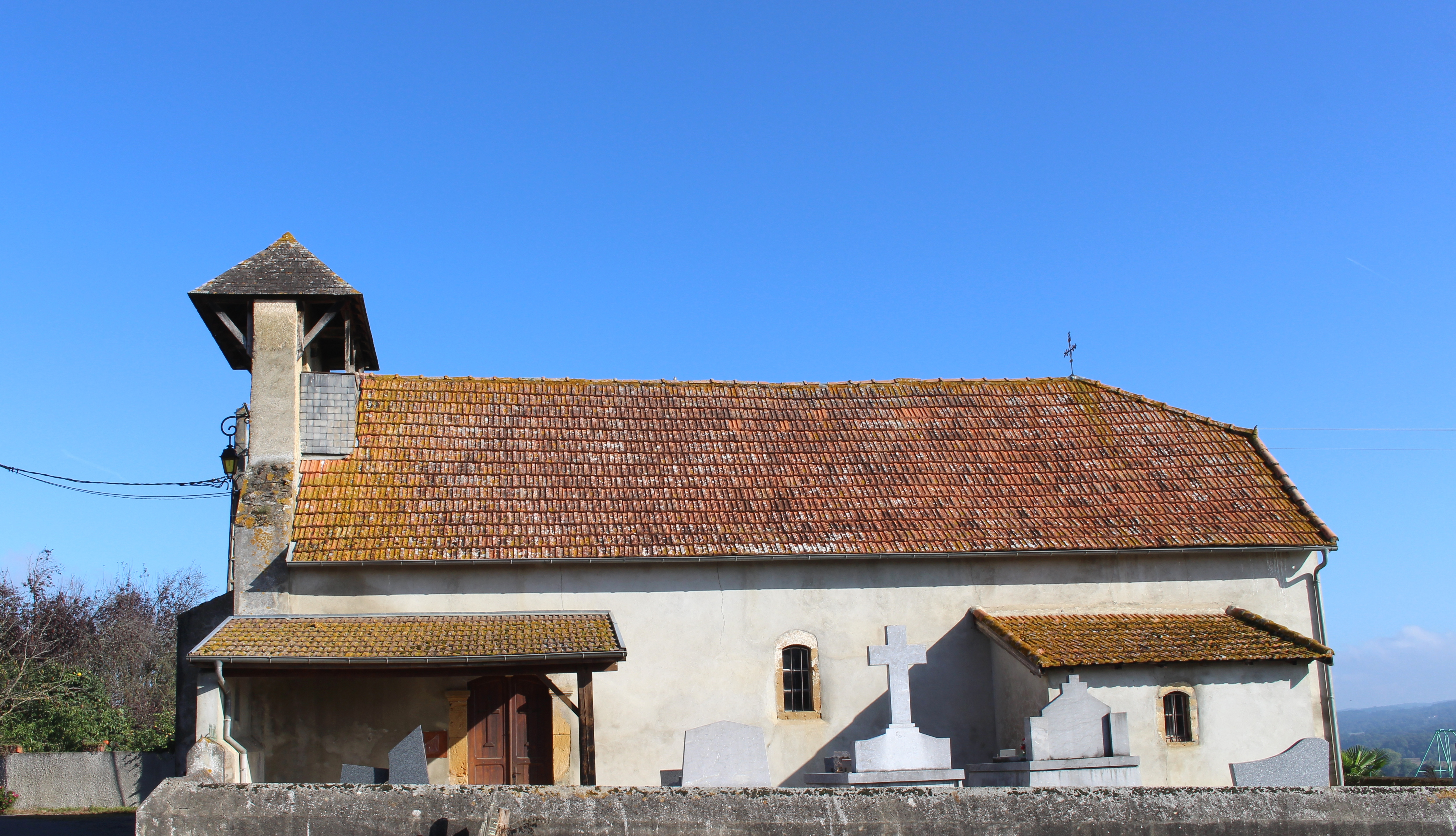
L'église Saint-Pierre en 2016.

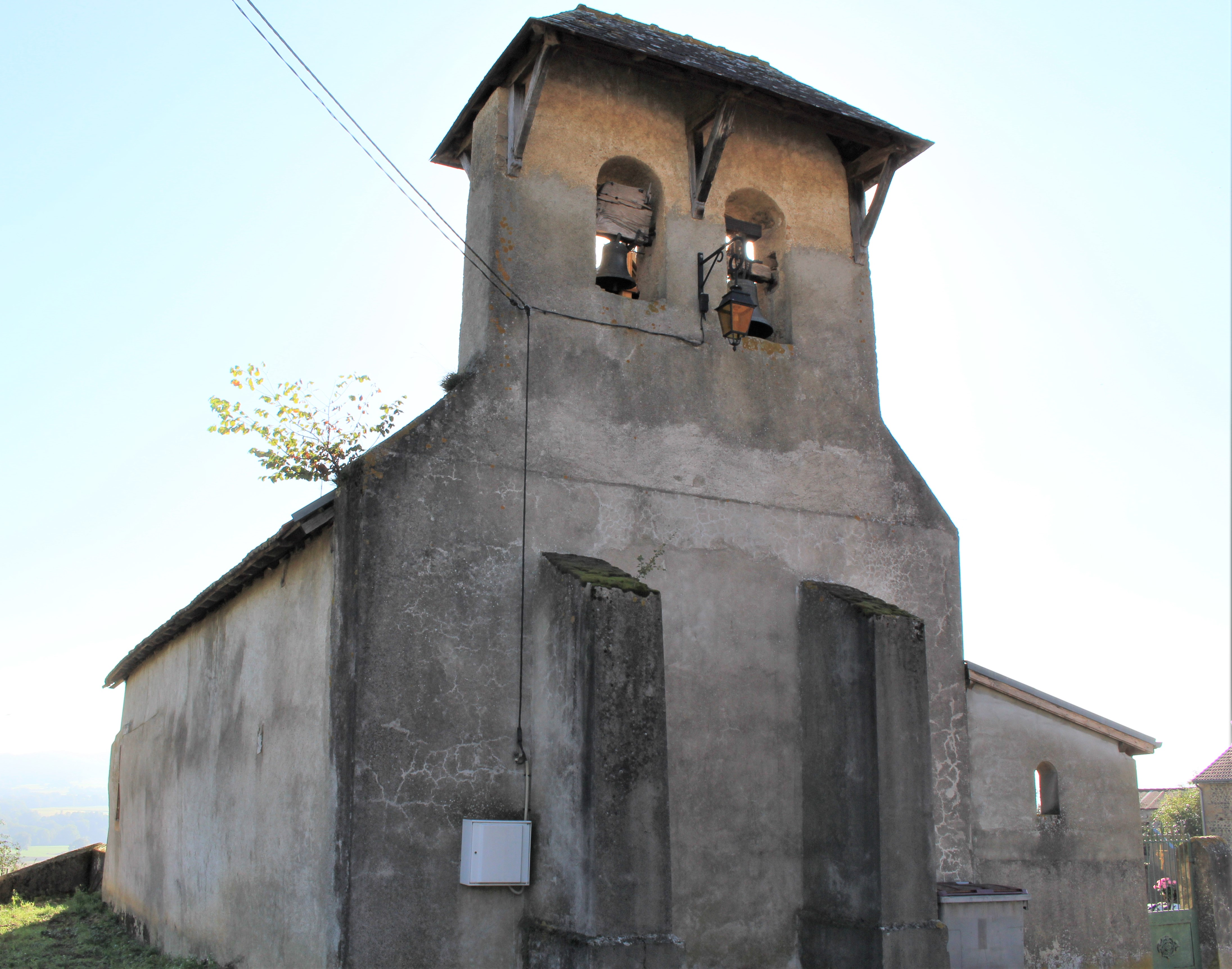
L'église.

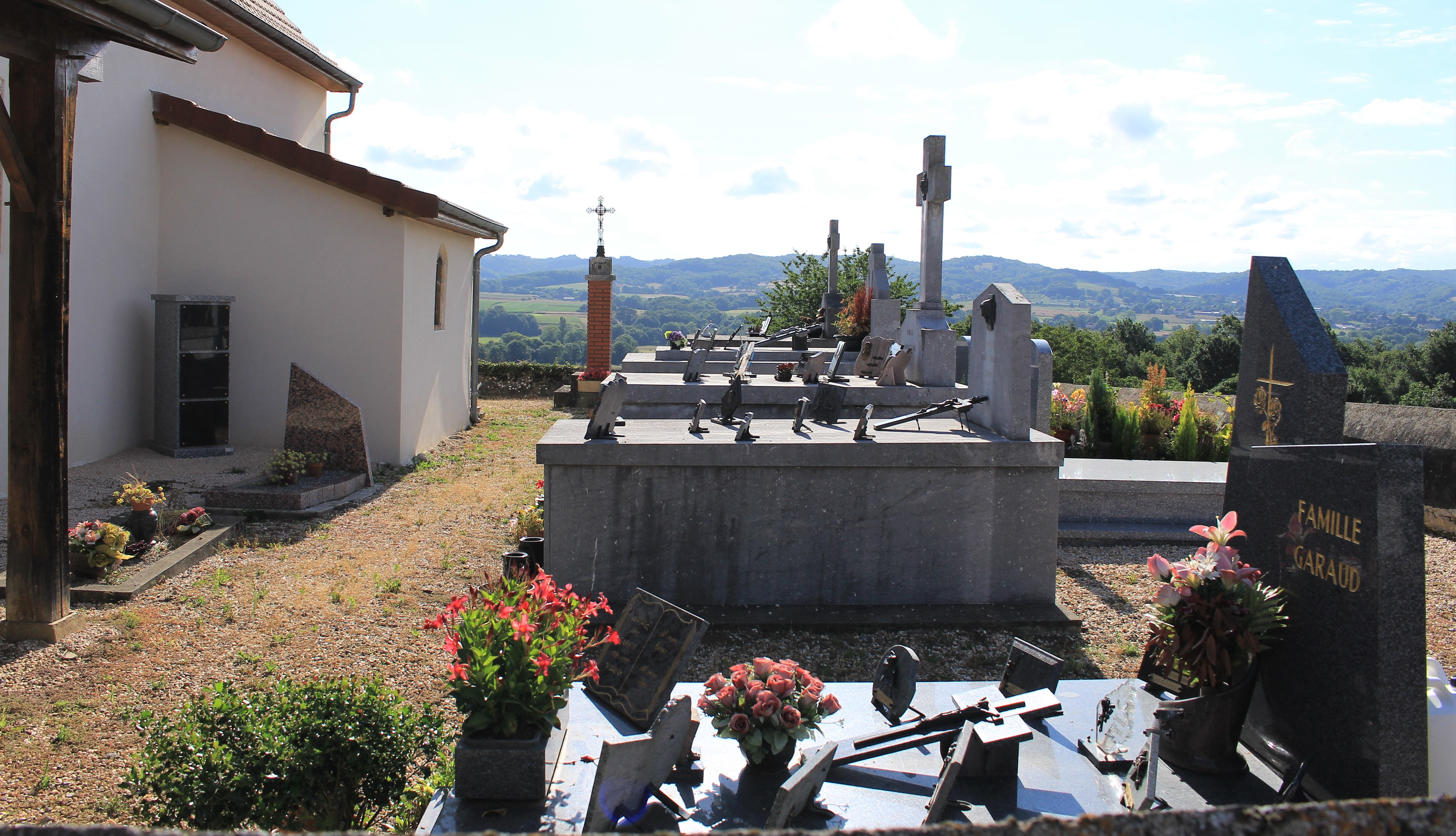
Le cimetière.

La commune ne compte ni monument, ni objet répertorié à l'inventaire des monuments historiques, et aucun lieu, monument ou objet répertorié à l'inventaire général du patrimoine culturel,.
On peut toutefois citer l'église paroissiale Saint-Pierre.

## Voir aussi

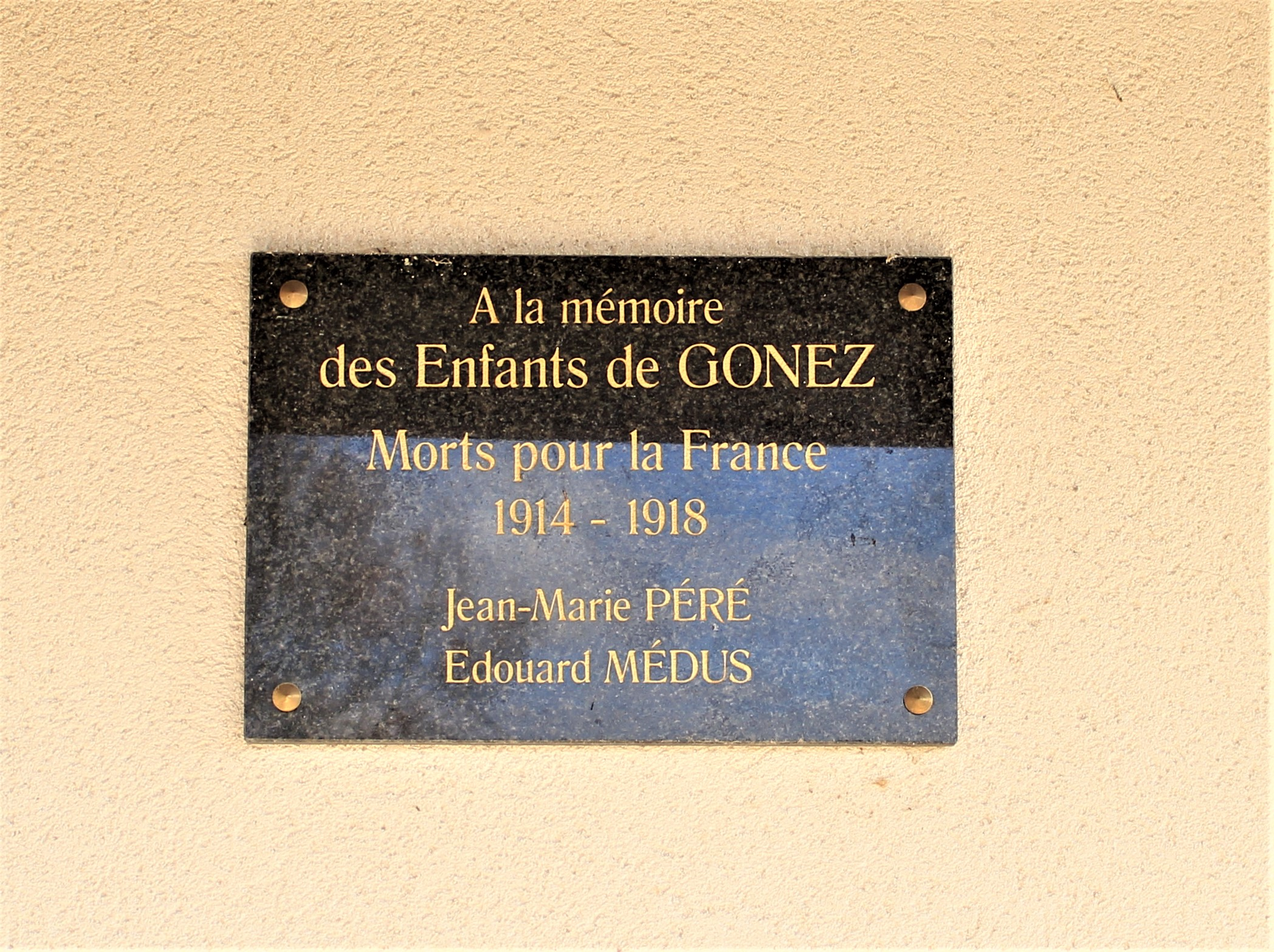
Le monument aux morts municipal.

### Héraldique
| Blason | Blasonnement : De gueules à la croix d'or, à l'écusson du même chargé d'un lion léopardé aussi de gueules, brochant en abîme. |